# Remilly-sur-Lozon
Remilly-sur-Lozon település Franciaországban, Manche megyében. Lakosainak száma 662 fő (2018. január 1.). Remilly-sur-Lozon Tribehou, Les Champs-de-Losque, Lozon, Marchésieux, Le Mesnil-Eury és Le Mesnil-Vigot községekkel határos.

## Népesség
A település népessége az elmúlt években az alábbi módon változott:
| Lakosok száma | 662  | 687  | 1112 | 695  | 662  |
|               | 2013 | 2015 | 2016 | 2017 | 2018 |